# Борислав Івков
Борислав Івков (12 листопада 1933, Белград, Королівство Югославія — 14 лютого 2022) — сербський шахіст, гросмейстер (1955).

## Досягнення
Чемпіон Югославії: 1958 (разом зі Светозаром Глігоричем), 1963 (разом із Мійо Удовчичем), 1972.
Чемпіон світу серед юніорів: 1951.
Срібний призер шахової олімпіади: 1958, 1962, 1964, 1968, 1970, 1974; а також здобував бронзові нагороди: 1956, 1960, 1972, 1980.
Срібний призер командного чемпіонату Європи: 1957, 1965, 1973; і крім того посів третє місце 1977 року.

## Зміни рейтингу
| На цьому місці має відображатися графік чи діаграма, однак з технічних причин його відображення наразі вимкнено. Будь ласка, не видаляйте код, який викликає це повідомлення. Розробники вже працюють для того, щоби відновити штатне функціонування цього графіка або діаграми. | |
| | На цьому місці має відображатися графік чи діаграма, однак з технічних причин його відображення наразі вимкнено. Будь ласка, не видаляйте код, який викликає це повідомлення. Розробники вже працюють для того, щоби відновити штатне функціонування цього графіка або діаграми. |